# Condado de Gippsland Este
El Condado de Gippsland Este es una zona de administración local en Gippsland, Victoria (Australia). Está situado en la parte oriental del estado. Incluye las ciudades de Bairnsdale, Benambra, Bruthen, Buchan, Ensay, Lakes Entrance, Mallacoota, Metung, Omeo, Orbost, Paynesville, Swan Reach y Swifts Creek.
Tiene una superficie de 20 931,2 kilómetros cuadrados, y para el censo de 2006 poseía una población de 40 037 habitantes.
Se creó en 1994 tras la fusión de Bairnsdale City, el Condado de Bairnsdale, el Condado de Omeo, el Condad de Orbost, el Condado de Tambo y de partes del Condado de Rosedale. Las principales oficinas se encuentran en el Condado de Bairnsdale pero hay oficinas en Orbost, Omeo y Lakes Entrace; todas ellos tienen bibliotecas e instalaciones públicas, como acceso a Internet.
El consejo está integrado por siete concejales elegidos para representar a un municipio no subdivido.

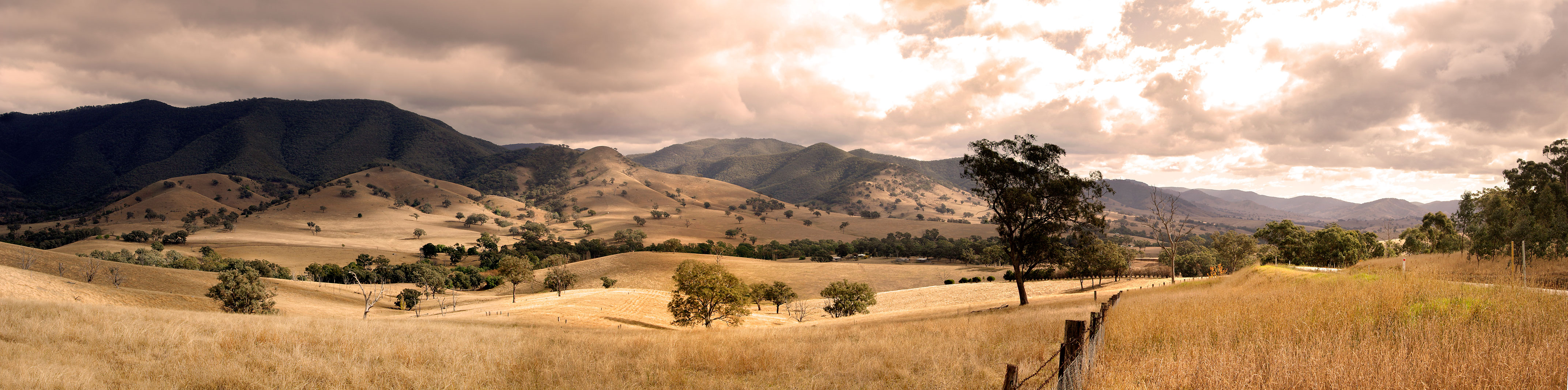
Vista panorámica de Connors Hill, cerca de Swifts Creek, Victoria.